# Блистательные любовники
«Блиста́тельные любо́вники», также «Великоле́пные любо́вники» (фр. Les Amants magnifiques) — смешанная с музыкой и балетом комедия Мольера в пяти актах, написанная в 1670 году. Впервые представлена 7 и 14 февраля 1670 года в Сен-Жермен-ан-Ле в рамках «Королевского дивертисмента» (фр. Le Divertissement royal по случаю карнавала; комедия была повторно сыграна в Париже 15 октября 1688 года.

## История создания
Одна из наименее известных и наименее играемых пьес Мольера, и, вместе с тем это одно из наиболее значимых произведений в истории французского барочного театра. Она написана в стиле прециозной литературы, в ней присутствуют мотивы из пьес «Дон Санчо Арагонский» Корнеля (1650), «Верный пастух» Гуарини (1602), пасторального романа «Астрея» Оноре д’Юрфе, а также из «Принцессы Элидской», более ранней пьесы самого Мольера.
Мольер включил в комедию (скорее всего, не без ведома соавтора представления, короля Людовика XIV), несколько занимательных эпизодов, ярко характеризующих «барочную» природу дивертисмента:
- Так, например, уже в первой сцене, после яркого балета с участием короля, подвергается критике сам характер подобных празднеств:

— <…> великолепное празднество <…> Что за музыка! что за танцы!… 

— Я, и не видя, достаточно ясно представляю себе это великолепие <…> обычная в подобных случаях толчея…

- После второго акта, во время третьей интермедии, создается троичная система «театра в театре»: Людовик XIV устраивает празднества и приглашает придворных на спектакль, где влюблённые принцы приглашают возлюбленную смотреть ещё один спектакль, в котором отражается интрига первого спектакля, отражающего, соответственно, замысел самого короля.
- Моральный итог представлению подвёл Жорж Кутон, известный французский специалист по театру эпохи Мольера: «Этот спектакль дал урок разума двору и цивилизации, которые в этом так нуждались[2]»

Однако комедия не лишена и реалистических черт — среди действующих лиц пьесы на сцену выведен шарлатан-астролог Анаксарк, прототипом которого послужил Жан-Батист Морен (1583—1656), знаменитый в Париже математик и астролог. Мольер так опишет его в своей комедии:

…я не могу не отметить одной удивительной черты в астрологе: пристойно ли человеку, постигшему все тайны богов и способному по своим знаниям вознестись над всеми смертными, заботиться об устроении своей судьбы и постоянно что-нибудь выпрашивать?…

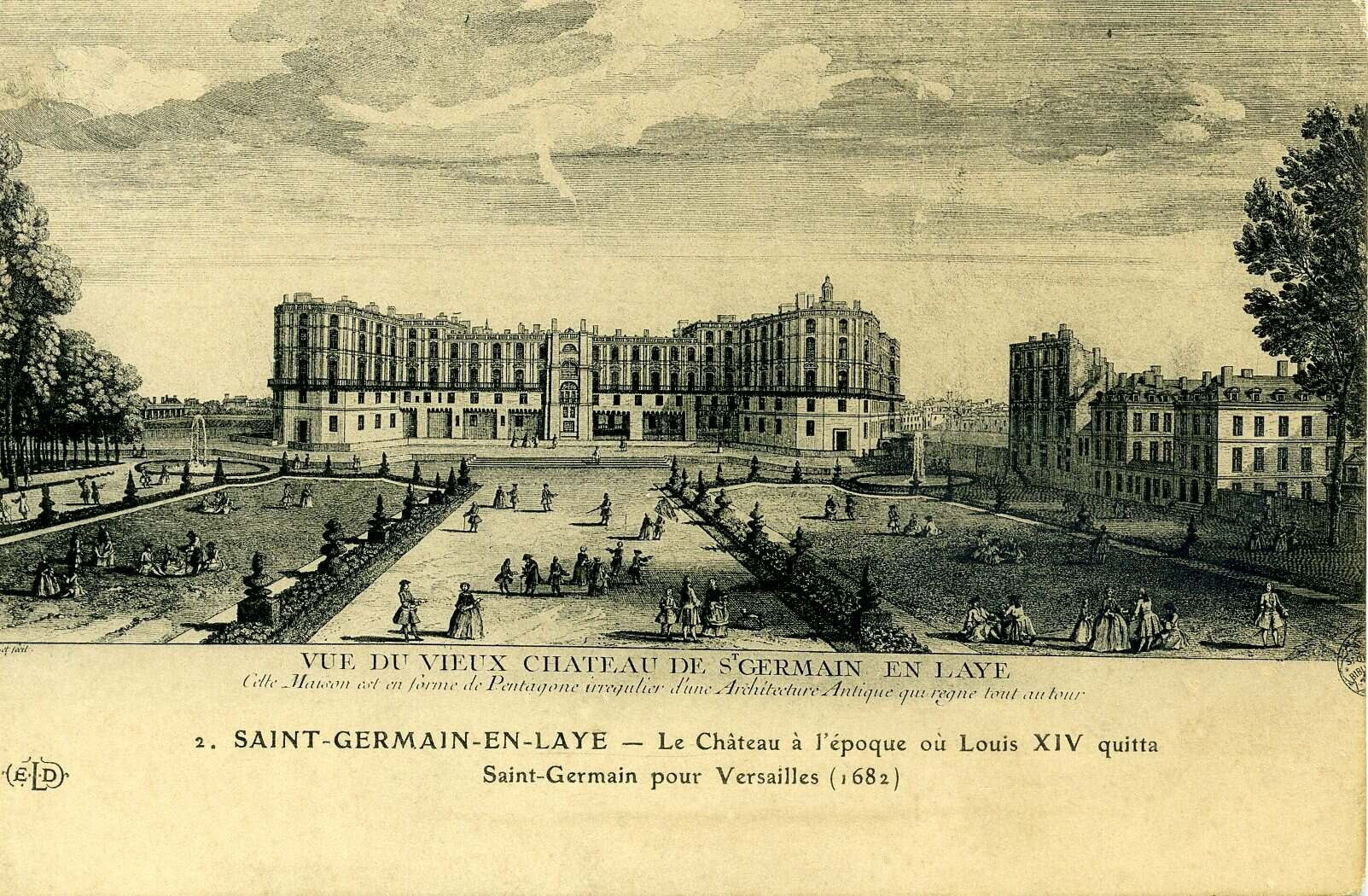
Замок в Сен-Жермен-ан-Ле в 1682 г.

Идеи представления и сюжета принадлежали королю Людовику XIV, о чём пишет сам Мольер в предисловии к пьесе:

Король, не допускающий в своих затеях ничего заурядного, вздумал устроить при дворе такой дивертисмент, в состав которого входило бы всё, что может дать театр; и вот для того, чтобы связать в одно целое столько разнообразных вещей, он выбрал сюжетом похождения двух принцев-союзников, которые, ведя сельский образ жизни в Темпейской долине, где готовится празднество пифийских игр, наперерыв осыпают некую юную принцессу и её мать всеми любезностями, какие они только в состоянии придумать.

Автором музыки стал Ж. Б.Люлли, машинерию подготовил Карло Вигарани. Людовик XIV сам следит за подготовкой представлений, а также танцует две роли — Нептуна и Аполлона, но только 7 февраля, в спектакле, который станет последним в карьере Людовика-артиста. 14 февраля Людовика заменяют маркиз де Виллеруа и граф д’Арманьяк. Конец публичных выступлений короля означал конец придворного балета. Следующим спектаклем Мольера и Люлли станет комедия-балет «Мещанин во дворянстве», а затем большая, но незаконченная работа над «Психеей», произведением, открывшим дорогу для рождения французской оперы.

## Действующие лица и первые исполнители

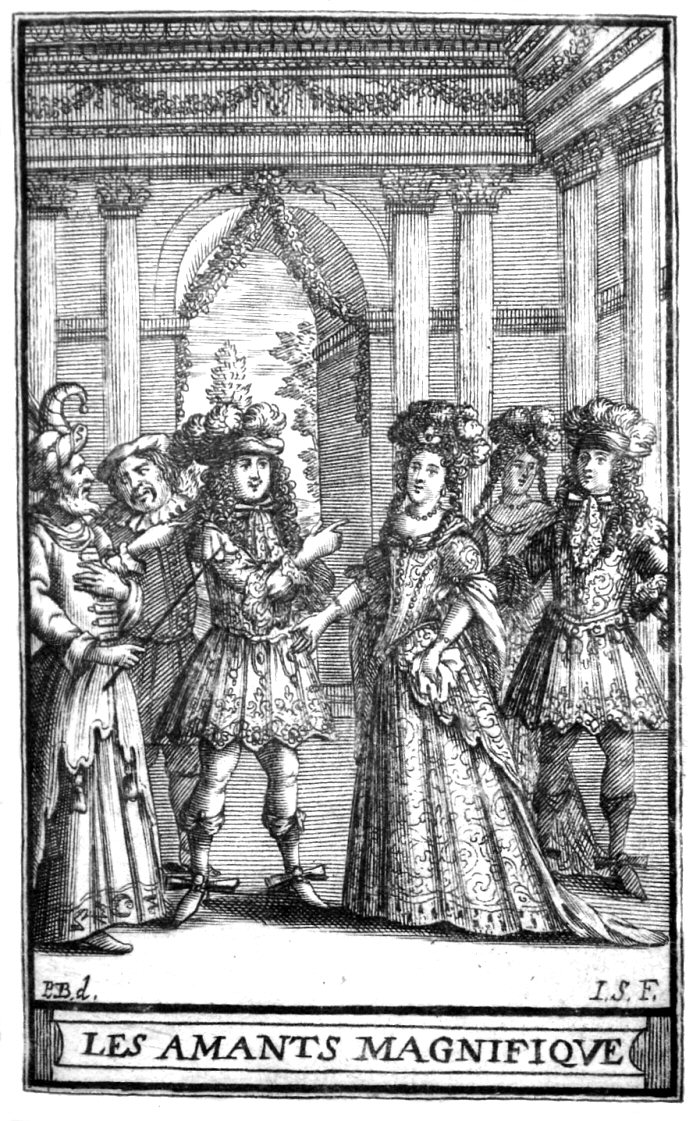
Сцена из I акта

- Аристиона, принцесса, мать Эрифилы (Мадлен Бежар)
- Эрифила, дочь принцессы (госпожа Мольер)
- Клеониса, наперсница Эрифилы (госпожа Дебри (?))
- Хореб, из свиты принцессы
- Ификрат и Тимокл, блистательные любовники (Франсуа Ленуар Латоррильер и Андре Юбер)
- Сострат, командующий армией, влюблённый в Эрифилу (Шарль Варле, прозванный Лагранжем)
- Клитидас, придворный шут, из свиты Эрифилы (Жан-Батист Поклен, прозванный Мольером)
- Анаксарк, астролог (Филибер Гассо, прозванный Дю-Круази (?))
- Клеон, сын Анаксарка
- Ложная Венера, сообщница Анаксарка

## Сюжет
Действие происходит в Фессалии, в прелестной Темпейской долине.
- В первой интермедии Тритоны. Амуры, реки и бог Эол славят величие Нептуна.
- Акт первый. Придворный шут Клитидис пытается узнать причину тоски Сострата. Тот пытается её скрыть, но понять его не трудно, — Сострат влюблён в Эрифилу, дочь принцессы Аристионы, но ничтожеством своим не желает тревожить её покой. Два принца, Ификрат и Тимокл, всеми силами пытаются завоевать руку Эрифилы, но ни одному из них она не отдает предпочтения. Аристиона поручает Сострату узнать у Эрифилы её решение.
- Во второй интермедии Клеониса представляет Эрифиле трех танцоров-пантомимов, которых она принимает к себе в услужение.
- Второй акт. Клитидас, как бы невзначай, выдаёт Эрифиле тайну Сострата. По поручению Аристионы Сострат хочет узнать решение Эрифилы. Эрифила не дает ответа, но пытается узнать мнение самого Сострата.

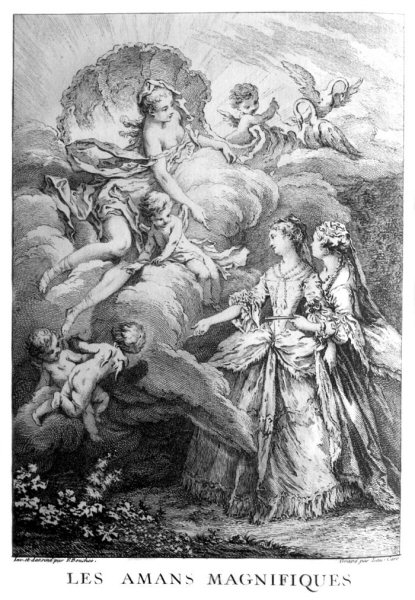
Сцена из IV акта

- В третьей интермедии два сатира и пастушок жалуются на холодность нимфы. Каждый пытается добиться её любви, нимфа выбирает пастушка. Дриады и фавны радуются за влюблённых, но двое пастушков затевают любовную размолвку, впрочем, они быстро мирятся. Пастухи и пастушки предаются забавам и любви.
- Третий акт. Тимокл и Ификрат недовольны новой отсрочкой решения Эрифилы. Эрифила поручает выбор Сострату, но он отказывается. Свою помощь предлагает астролог Анаксарк. Он приглашает Аристиону и Эрифилу к гроту.
- В четвёртой интермедии в нишах грота оживают танцующие с факелами статуи.
- Четвертый акт. Эрифила признаётся матери, что не готова отдать сердце ни одному из двух принцев. В гроте появляется Венера, опускаемая на невидимых верёвках помощниками Анаксарка. Венера требует немедленного ответа. Эрифила открывает Сострату, что знает о его страсти, и отвечает, что неравнодушна к ней, но она не способна перешагнуть через разницу в происхождении.
- В пятой интермедии четыре пантомима изображают тревожное настроение юной принцессы.
- Акт пятый. Клитидас приносит Эрифиле весть от матери. В лесу на Аристиону напал дикий кабан, но Сострат успел прийти на помощь и спасти принцессу. В этом Аристиона видит выбор богов, и Эрифила отдает свою руку и сердце достойнейшему Сострату. Тимокл и Ификрат грозат принцессе, но она прощает их.
- Шестая интермедия изображает пифийские игры во главе с солнечным Аполлоном.

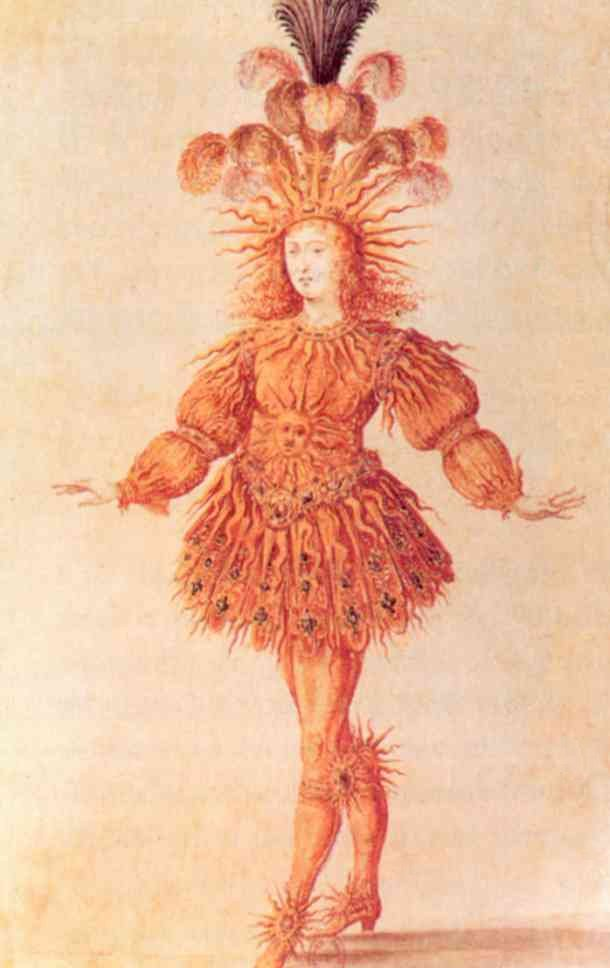
Людовик XIV в костюме Солнца

## Интересные факты
- Традиционно либретто для придворных балетов готовил Исаак де Бенсерад, но для своего последнего выступления на сцене Людовик XIV предпочёл пригласить Мольера.

- Последний танец Людовика XIV стал одним из эпизодов фильма «Король танцует». В этом фильме (снятом по роману французского музыковеда и одного из создателей Версальского центра барочной музыки Филиппа Боссана) используется версия, согласно которой Людовик упал во время спектакля, не справившись со сложным рисунком хореографа, после чего и принял решение оставить публичные выступления.

- В конце первой сцены третьего акта Сострат произносит иронический монолог об истинности высших знаний. Спустя три года этот монолог почти слово в слово повторит другой герой Мольера, Беральд из «Мнимого больного»